# Kūtān-e Soflá
Kūtān-e Soflá (persiska: كوتان سفلى) är en ort i Iran.   Den ligger i provinsen Kurdistan, i den nordvästra delen av landet, 400 km väster om huvudstaden Teheran. Kūtān-e Soflá ligger 1 968 meter över havet och antalet invånare är 122.
Terrängen runt Kūtān-e Soflá är platt söderut, men norrut är den kuperad. Runt Kūtān-e Soflá är det ganska glesbefolkat, med 26 invånare per kvadratkilometer. Närmaste större samhälle är Gaz Darreh, 11,3 km nordväst om Kūtān-e Soflá. Trakten runt Kūtān-e Soflá består i huvudsak av gräsmarker.